# Мария Елизабет фон Хесен-Дармщат
Мария Елизабет фон Хесен-Дармщат (на немски: Marie Elisabeth von Hessen-Darmstadt; * 11 март 1656, Дармщат; † 16 август 1715, Рьомхилд) е принцеса от Хесен-Дармщат и чрез женитба единствената херцогиня на Саксония-Рьомхилд.

## Живот
Дъщеря е на ландграф Лудвиг VI фон Хесен-Дармщат (1630 – 1678) и първата му съпруга Мария Елизабет фон Шлезвиг-Холщайн-Готорп (1634 – 1665).
Мария Елизабет се омъжва на 1 март 1676 г. в Дармщат за херцог Хайнрих от Саксония-Рьомхилд (1650 – 1710) от рода на Ваймерските Ернестински Ветини, от 1680 до 1710 г. единственият херцог на Саксония-Рьомхилд. Той обича много жена си и строи за нея. Бракът е бездетен. Хайнрих умира внезапно през 1710 г. и оставя големи финансови задължения. Собствеността му е наддавана. Тя умира на 59 години, пет години след съпруга си.